# Охеда, Педро
Пе́дро Эмануэ́ль Охе́да (исп. Pedro Emanuel Ojeda; род. 5 ноября 1997, Гойя, Корриентес) — аргентинский футболист, полузащитник клуба «Универсидад де Чили».

## Клубная карьера
Охеда — воспитанник футбольной академии «Росарио Сентраль». 29 октября 2016 года в матче против «Уракана» он дебютировал в аргентинской Примере.